# Eurodrone
Le projet de drone, acronyme MALE RPAS (Medium Altitude Long Endurance Remotely Piloted Aircraft System) en anglais, ou Eurodrone vise à fournir un drone de reconnaissance volant à moyenne altitude et de grande autonomie aux armées de l’Air française, allemande, espagnole et italienne.
Ses missions principales sont le renseignement, la surveillance, l’acquisition d'objectifs et la reconnaissance.

## Historique
En 2008, EADS livre à la France des drones Harfang, dits aussi « Système intérimaire de drone MALE ». La génération suivante, le Talarion, est présentée en 2009 puis abandonnée en 2012 faute de financement des États. Parallèlement, Dassault Aviation et BAE travaillent sur le Telemos (en), également abandonné.
En 2011, la France entre en négociation avec Dassault pour franciser les drones IAI Heron israéliens et développer un nouveau système : le Voltigeur. Cette décision est annulée après l'élection présidentielle de 2012. Insistant sur la nécessité d'une solution européenne, la France refuse la concurrence de ces programmes et achète des Reaper américain,. Ce drone équipe également le Royaume-Uni et l'Italie.
En 2013, Airbus Defence and Space, Dassault Aviation et Aermacchi (groupe Finmeccanica) remettent une proposition commune pour le développement d'un nouveau drone. La décision de conduire une étude d'une durée de deux ans a été prise le 18 mai 2015, en marge du conseil des affaires étrangères par les trois ministres de la Défense allemand, français et italien qui ont annoncé dans une déclaration d'intention commune leur volonté de « conduire une étude de définition afin de préparer la phase de développement d'un drone MALE européen ». Le contrat des études de définition est signé en août 2016, elle se conclut fin 2018 par le passage d’une revue de conception préliminaire. Une maquette à l’échelle 1 est présentée au salon aéronautique international de Berlin.
Le contrat de réalisation est finalisé en novembre 2020, et approuvé par la France, l'Allemagne et l'Italie. En 2022, après l’accord de l’Espagne, le contrat pour vingt systèmes est signé en février.
L'Organisation conjointe de coopération en matière d'armement (OCCARr) gère l'étude de définition et l'Agence européenne de défense (AED) apporte son soutien dans les domaines de l'insertion dans le trafic aérien, de la navigabilité et de la certification ; mais également pour l'association d'autres pays européens au projet,. Airbus Defence and Space Allemagne est le Prime Contractor et Leonardo, Dassault Aviation, Airbus Defence and Space Espagne sont Major Sub-Contractors.

## Description

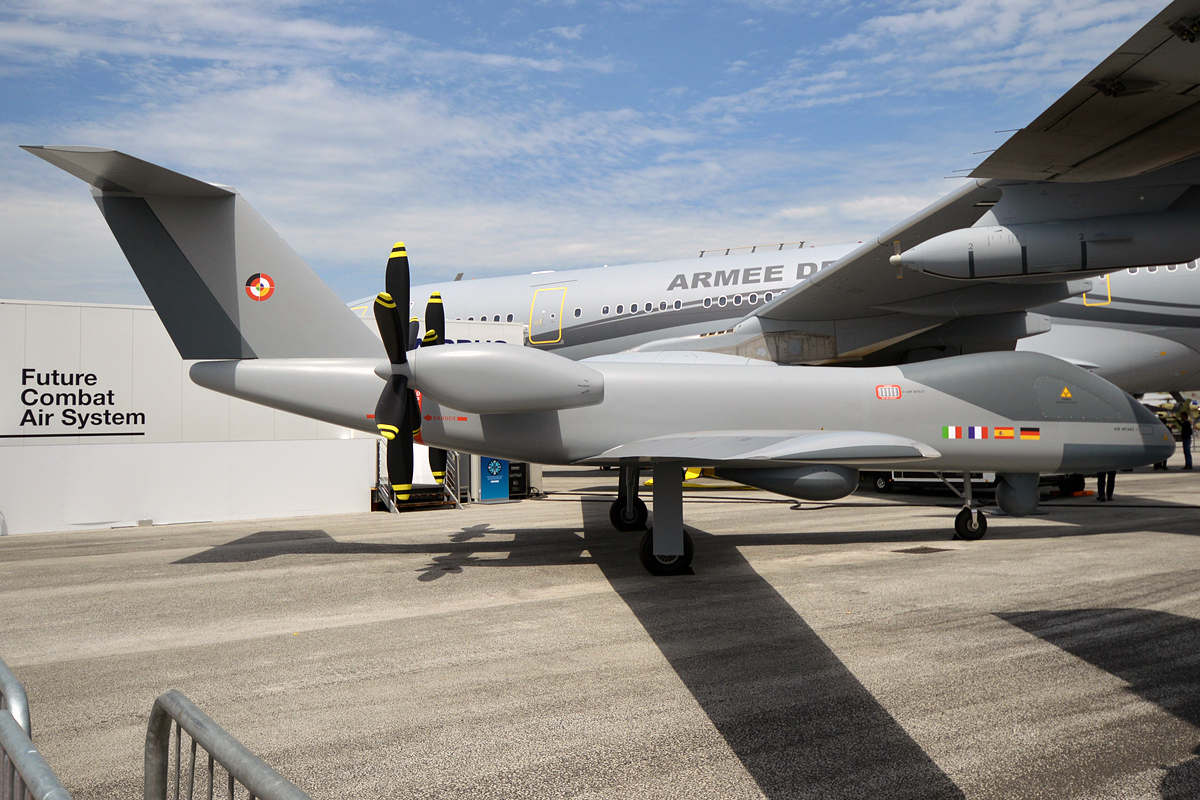

La motorisation repose sur deux turbopropulseurs. Deux motoristes sont en lice, à savoir le français Safran et l’italien Avio. Airbus choisit le moteur Avio (maintenant filiale de GE Aerospace) Catalyst.

## Incertitudes et doutes
« L’Eurodrone devrait avoir un an de retard. Il faudra se poser la question des pénalités. Les raisons, je ne les connais pas. L’enjeu, maintenant, c’est d’avoir une livraison dans les forces d’un drone qui soit toujours d’actualité du point de vue opérationnel. Nous devrons en parler avec les différents partenaires » déclare le ministre des Armées Sébastien Lecornu devant les sénateurs de la commission des Affaires étrangères et de la Défense, en octobre 2024. « Soit on décide de l’abandonner unilatéralement, et cela peut coûter aussi cher que si l’on commande vraiment l’objet. Soit on décide collectivement de faire évoluer le programme. Mais inversement, si l’on ne reçoit pas ce que l’on a commandé, c’est plutôt l’entreprise qui nous devra des pénalités ».
Lors d’une audition devant la même commission, le général Bellanger, CEMAAE a souligné que, s’il a pris « beaucoup de retard », ce drone « sera immédiatement navigable et correspondra aux spécifications que nous lui avions données, il y a de nombreuses années », mais « les temps ont changé ». Évoquant la taille imposante de cet appareil, il a souligné qu’il faudrait des « infrastructures énormes » pour l’exploiter. L’EuroDrone « tient difficilement la comparaison, en matière d’envergure et de coût, face à des modèles comme l’Aarok, même s’il s’agit d’équipement du bas du spectre ». « j’espère que les industriels des différentes nations concernées se mettront rapidement d’accord pour que nous soyons livrés avant 2031, date actuellement avancée ».

## Utilisateurs
- Allemagne L’Allemagne acquiert sept systèmes[10].
- Italie L'Italie acquiert cinq systèmes plus deux en option[10].
- France La France acquiert quatre systèmes et deux en option, pour remplacer ses MQ-9 Reaper[10]. La Loi de programmation militaire 2024-30 prévoit de lever les options, et l’acquisition de six systèmes[14].
- Espagne L'Espagne acquiert quatre systèmes et deux en option[10].

Un système est composé de trois vecteurs aériens et deux stations sol.